# Estany de Vallsera
L'Estany de Vallsera és un estany del terme comunal dels Angles, a la comarca del Capcir, de la Catalunya del Nord.

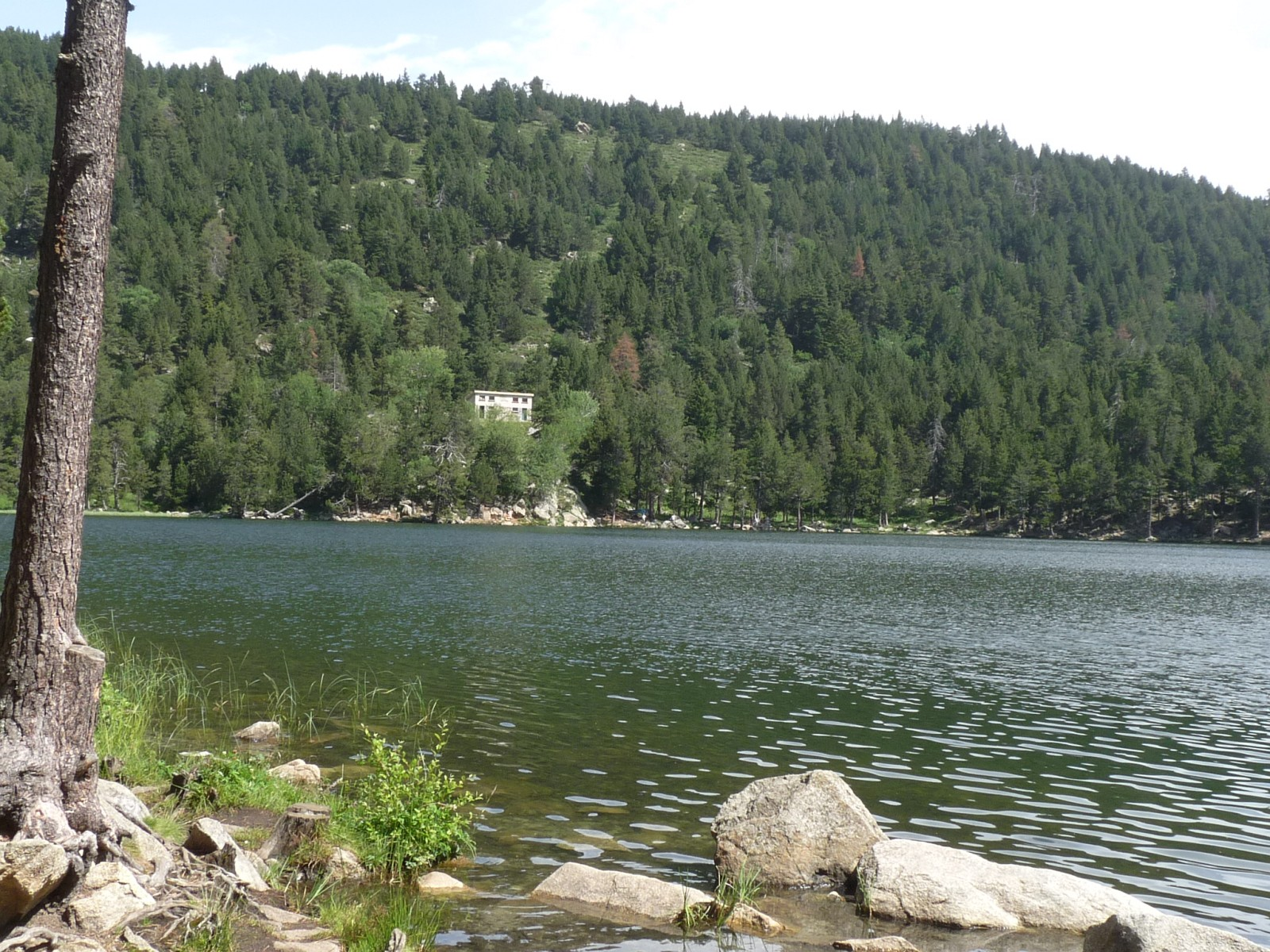
Una altra vista de l'estany

Està situat a 1.769,3 metres d'altitud sobre el nivell del mar, té una superfície d'uns 0,47 km². És al nord del terme comunal dels Angles, a ponent del lloc on hi hagué el poble de Vallsera, actualment desaparegut, del qual només romanen dempeus les restes de l'església de Santa Maria de Vallsera, bastant allunyades a l'est de l'estany.